# 11470 Davidminton
11470 Davidminton è un asteroide della fascia principale. Scoperto nel 1981, presenta un'orbita caratterizzata da un semiasse maggiore pari a 2,5562514 UA e da un'eccentricità di 0,2096282, inclinata di 6,00916° rispetto all'eclittica.